# Филохор
Филохор  (др.-греч. Φιλόχωρος) (ок. 345 до н. э. — 260 до н. э.) — древнегреческий историк, крупнейший из аттидографов — авторов сочинений по истории Аттики («Аттид»). На протяжении многих лет исполнял в Афинах должность жреца-прорицателя. По-видимому, был казнён по приказу Антигона Гоната. Труды Филохора сохранились во фрагментах, включённых в позднейшие греческие тексты (Дионисия Галикарнасского, Плутарха, Афинея, Суды и т.п.). 
Самым значительным произведением Филохора была «Аттида» (др.-греч. Ἀτθίς) — история Аттики в семнадцати книгах, шесть из которых охватывали 1000-летний период от самых первых афинских царей до 317 г. до н. э., а одиннадцать остальных — 50 лет жизни самого Филохора. Филохор приводил в «Аттиде» также факты из области литературы и искусства. Многочисленные сохранившиеся фрагменты принадлежат первым 4 книгам. Филохор использовал труды Геродота, Фукидида, Эфора и Феопомпа. 
Он также был автором труда «Аттические надписи» (ἐπιγράμματα Ἀττικά), вероятно, первого известного нам собрания надписей. Филохор написал также множество других не сохранившихся работ исторического и историко-литературного содержания:
- О гаданиях (περὶ μαντικῆς)
- Об афинских мистериях (περὶ μυστηρίων τῶν Ἀθήνησι)
- Об афинских агонах (περὶ τῶν Ἀθήνησιν ἀγώνων)
- О жертвах (περὶ θυσιῶν)
- О мифологии Софокла (περὶ τῶν Σοφοκλέους μύθων)
- О Еврипиде (περὶ Εὐριπίδου)

Труды Филохора широко использовались в позднейшей исторической литературе.
Сохранившиеся фрагменты трудов Филохора собраны в антологии «Фрагменты греческих историков» (№ 328).